# Ludność Pabianic

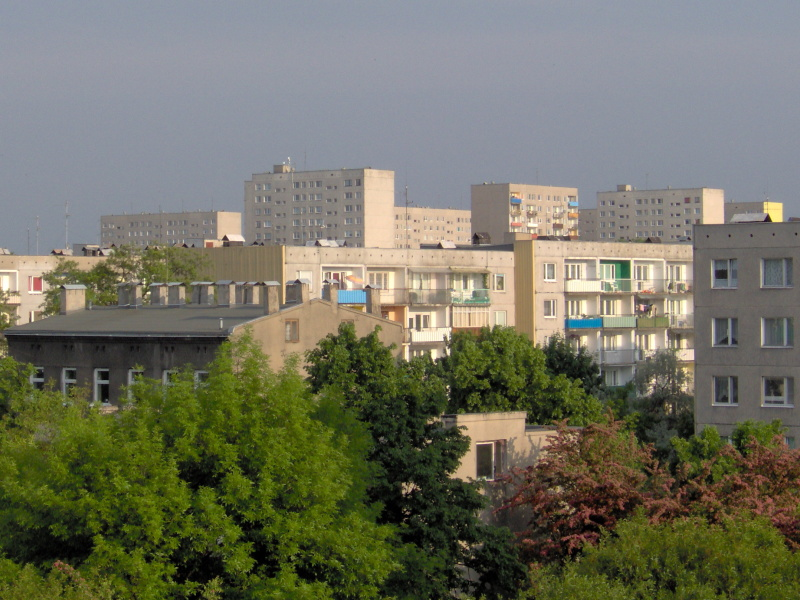
Osiedle Bugaj - jedno z największych w Pabianicach

Wykaz statystyczny:

- 1827 - 2 155[1]
- 1848 - 4 128[1]
- 1857 - 4 580[1]
- 1860 - 4 925[1]
- 1865 - 5 927[1]
- 1931 - 45 614
- 1939 - 53 000
- 1946 - 37 140 (spis powszechny)
- 1950 - 48 817 (spis powszechny)
- 1955 - 51 671
- 1960 - 56 222 (spis powszechny)
- 1961 - 57 500
- 1962 - 57 800
- 1963 - 58 200
- 1964 - 58 700
- 1965 - 59 355
- 1966 - 59 700
- 1967 - 60 600
- 1968 - 61 000
- 1969 - 62 100
- 1970 - 62 402 (spis powszechny)
- 1971 - 63 539
- 1972 - 64 400
- 1973 - 65 000
- 1974 - 65 821
- 1975 - 66 758
- 1976 - 67 300
- 1977 - 67 800
- 1978 - 68 500 (spis powszechny)
- 1979 - 69 800
- 1980 - 70 487
- 1981 - 70 968
- 1982 - 71 526
- 1983 - 72 232
- 1984 - 72 577
- 1985 - 72 575
- 1986 - 73 053
- 1987 - 73 595
- 1988 - 74 491 (spis powszechny)
- 1989 - 74 824
- 1990 - 75 247
- 1991 - 75 615
- 1992 - 76 014
- 1993 - 75 968
- 1994 - 75 879
- 1995 - 75 668
- 1996 - 75 474
- 1997 - 75 200
- 1998 - 75 008
- 1999 - 74 689
- 2000 - 74 270
- 2001 - 73 965
- 2002 - 72 444 (spis powszechny)
- 2003 - 71 920
- 2004 - 71 313
- 2005 - 70 743
- 2006 - 70 275
- 2007-?
- 2008 - 70 031
- 2009-?
- 2010 - 69 600
- 2011-?
- 2012 - 68 700
- 2013-?
- 2014 - 65 828

## Powierzchnia Pabianic
- 1995 - 32,98 km²
- 2006 - 32,99 km²